# François Simon (ciclista)
François Simon (Troyes, 28 ottobre 1968) è un ex ciclista su strada e ciclocrossista francese.
Professionista dal 1991 al 2002, conta la vittoria di una tappa al Giro d'Italia 1992 e dei Campionati francesi di ciclismo su strada del 1999 nella prova in linea.
Anche i suoi fratelli Régis, Pascal e Jérôme sono stati ciclisti professionisti di alto livello, tutti e tre in grado di aggiudicarsi una frazione al Tour de France.

## Carriera
Il suo primo assaggio da professionista avvenne nel settembre del 1990, come stagista, presso le file della Castorama diretta da Cyrille Guimard e capitanata Laurent Fignon.
L'anno successivo viene definitivamente ingaggiato dalla Castorama alla quale si legherà per cinque anni partecipando alle più importanti competizioni ciclistiche del panorama internazionale ed ottenendo risultati di rilievo fra cui si ricordano il secondo posto al Tour de l'Avenir 1992, i podi alla Quatre Jours de Dunkerque ed all'Étoile de Bessèges nel 1995 e soprattutto la vittoria di tappa nella frazione con arrivo a Palazzolo sull'Oglio al Giro d'Italia 1992 davanti a Bruno Leali e Massimo Ghirotto.
Con lo scioglimento della Castorama nel 1996 si accasa ad un'altra importante formazione francese la Gan (che poi diventerà Crédit Agricole), con la quale continua ad ottenere risultati significativi fra cui spicca la vittoria nel 1999 della prova in linea ai Campionati francesi di ciclismo su strada disputatisi a Charade.
Nel 2000 si accasa alla Bonjour e la stagione seguente ottiene un ultimo significativo risultato al Tour de France.
Grazie ad una "fuga bidone" giunta con oltre trenta minuti di vantaggio sul gruppo dei favoriti nel corso della 8ª tappa, la Pontarlier-Aix-les-Bains e a un buon piazzamento ottenuto nella 10ª frazione, che prevedeva l'impegnativo arrivo sull'Alpe d'Huez, riuscì ad indossare per tre giorni la maglia gialla simbolo del primato in classifica generale, eguagliando il fratello Pascal che la aveva indossata nel Tour de France 1983 per sette giorni.
Concluderà quella edizione della grande corsa a tappe francese al sesto posto assoluto risultando il migliore ciclista francese in classifica generale.
Fu l'unico dei fratelli Simon a non riuscire ad aggiudicarsi una tappa al Tour de France, anche se riuscì comunque a vincere una tappa in un Grande Giro, tuttavia fu anche l'unico della famiglia a diventare campione nazionale della prova in linea nella categoria dei professionisti.

## Palmarès
- 1990 (Dilettanti, quattro vittorie)

Champion de Champagne
1ª tappa Österreich-Rundfahrt (Vienna > Graz)
2ª tappa, 1ª semitappa Circuit des Mines
2ª tappa Tour de Haute-Marne
- 1992 (Castorama, sei vittorie)

Gran Premio de l'Usjp
Classement Général Mi-Aout-Bretonne
14ª tappa Giro d'Italia (Riva del Garda > Palazzolo sull'Oglio)
5ª tappa Tour de l'Avenir (Plérin-sur-Mer > Rostrenen)
11ª tappa Tour de l'Avenir (Pontchâteau > Pontchâteau, cronometro)
3ª tappa Tour du Poitou-Charentes et de la Vienne (Lussac-les-Châteaux > Soyaux)
- 1993 (Castorama, una vittoria)

1ª tappa Tour du Poitou-Charentes et de la Vienne (Nieuil-l'Espoir > La Rochefoucauld)
- 1994 (Castorama, una vittoria)

3ª tappa Tour de l'Ain
- 1996 (Gan, due vittorie)

2ª tappa Critérium du Dauphiné Libéré (Charbonnières > Firminy)
4ª tappa, 2ª semitappa Circuit de la Sarthe (Vivoin > Le Mans)
- 1999 (Crédit Agricole, una vittoria)

Campionati francesi, Prova in linea
- 2000 (Bonjur, una vittoria)

6ª tappa Paris-Nice (Sisteron > Villeneuve Loube)

### Altri successi
- 1990 (Dilettanti, una vittoria)

Criterium di Beaucamps
- 1994 (Castorama, una vittoria)

Classifica a Punti Grand Prix du Midi Libre
- 1999 (Crédite Agricole, tre vittorie)

Critérium de Dijon
Critérium de Châteauroux
Circuit d'Aulnat
- 2000 (Bonjur, due vittorie)

Ronde d'Aix-en-Provence (Criterium)
Criterium di Calais
- 2001 (Bonjur, due vittorie)

Critérium de Dijon
Criterium di Dun-le-Palestel

## Piazzamenti

### Grandi giri
- Giro d'Italia

1992: 61º
1995: 32º
- Tour de France

1993: 57º
1994: 43º
1995: 59º
1996: 86º
1997: 32º
1998: 57º
1999: 30º
2000: 58º
2001: 6º
2002: fuori tempo (12ª tappa)
- Vuelta a España

1997: ritirato (5ª tappa)

### Classiche
- Milano-Sanremo

1992: 83º
1994: 101º
1995: 37º
1996: 85º
1998: 153º
1999: 22º
- Giro delle Fiandre

1992: 11º
1994: 25º
1997: 51º
2002: 92º
- Parigi-Roubaix

1993: 27º
- Liegi-Bastogne-Liegi

1991: 93º
1998: 98º
1999: 27º

### Competizioni mondiali
- Campionati del mondo

Valkenburg 1998 - In linea: 36º